# Malcolm Pearson
Lord Malcolm Everard MacLaren Pearson, Barón Pearson de Rannoch (20 de julio de 1942 en Devizes, Wiltshire) es un empresario británico, que ha ostentado el cargo de líder de la formación euroescéptica conocida como Partido de la Independencia del Reino Unido (UKIP). Es, desde 1990, miembro de la Cámara de los Lores.

## Biografía
Nació en Devizes, hijo de John M. Pearson y Rosabel C. Moysey. Recibió educación en Eton College, dedicándose a los seguros internacionales hasta ocupar el cargo de líder del UKIP.
El 18 de junio de 1990 recibió el título vitalicio (no hereditario) de Barón Pearson de Rannoch, (referido a Bridge de Gaur, en el distrito de Perth and Kinross, Escocia), y se incorporó a la Cámara de los Lores del Reino Unido, por el Partido Conservador. En ella desempeñó funciones en el área de seguros y anticorrupción.
Pearson siempre ha sido un gran euroescéptico, y en las elecciones de 2004 pidió el voto para el UKIP. Este hecho, secundado por otros tres lores conservadores, les valió la expulsión del Partido. El 7 de enero de 2007 deja el Partido Conservador para unirse al UKIP, junto con Lord David Verney, Barón Willoughby de Broke.
Lord Person ha estado casado tres veces: con Francesca Frua de Angeli en 1965, con la que tuvo una hija y de la cual se divorció en 1970; con la Honorable Mary Charteris en 1997, con la que tuvo dos hijas y de la cual se divorcia en 1995; y por último con Caroline St. Vicent Rose en 1997, la cual se presentó como candidata del UKIP por la circunscripción de Kensington en las elecciones generales de 2010, resultando cuarta, con 754 votos.
En septiembre del 2009, decide presentar su candidatura a la dirección del UKIP, siendo elegido y nombrado dos meses más tarde, el 27 de noviembre de 2009. En agosto de 2010 anuncia su dimisión argumentando que era "no muy bueno en políticas de partido".